# Parti conservateur slovaque
Le Parti conservateur slovaque (Slovenská konzervatívna strana, abrégé en SKS), anciennement #SIEŤ (en français : réseau), est un parti politique slovaque fondé en juin 2014 par Radoslav Procházka, ancien membre du Mouvement chrétien-démocrate, Miroslav Beblavý et Andrej Hrnčiar.

## Histoire
Le parti prend son nom actuel le 4 juillet 2018.